# 龐德 (伊利諾伊州)
龐德（英語：Pond）是位於美國伊利諾伊州約翰遜縣的一個村落。

## 地理
龐德的座標為37°26′42″N 88°49′58″W / 37.44500°N 88.83278°W，而該地最高點為海拔高度161米（即528英尺）。

## 人口
根據2010年美國人口普查的數據，龐德的面積為5.00平方千米，當中陸地面積為5.00平方千米，而水域面積為5.00平方千米。當地共有人口500人，而人口密度為每平方千米100人。